# Palace Dance Club
A Palace Dance Club (a szintén Barna Sándor által alapított Flört diszkóval) Magyarország egyik legrégebbi és leghosszabb ideig működő klubja volt. 1995-ben nyitotta meg kapuit Siófokon az Ezüstparton. A klub a nyári balatoni szezonban (június végétől augusztus végéig) hétköznap elsősorban a környéken nyaraló turisták éjszakai szórakozási igényeit volt hivatott kielégíteni, hétvégén azonban a hazai vendégek száma is jelentős volt. Nyáron minden nap nyitva volt, az év többi részében a klub zárva tartott.
A partyk alkalmával legtöbbször külföldi sztár dj-k léptek fel a magyar élvonalbeli dj-k kíséretében. A zenei vonalat leginkább a progressive-house jellemezte, de előfordult house, electro és ritkábban trance is a kínálatban.
2018. augusztus végén a klub az eredeti helyszínen bezárt, szerepét 2019-tól a PLÁZS Siófok területén épült Aréna vette át. 2020. októberében az épületet elbontották, helyén szálloda épül.
A Palace Dance Clubról a Szellemvárosok Magyarországon - Abandoned Hungary c. YouTube csatorna készített egy hosszabb anyagot a lebontás előtti időszakról, melyről a Siófoki Élet c. internetes újság is beszámolt.

## A klub részei
- Garden
- Erotic bar
- Lounge
- Pizzéria
- Camelot középkori étterem
- Café (Siófok belvárosában, a Petőfi sétányon található)

## Partikronológia
Az alábbi táblázatban szereplő kiemelt rendezvények adatai a klub honlapjáról, valamint az ott megjelent e-flyerekről származnak.
| Dátum          | Megnevezés                             | Fellépők |
| 1996.05.18-19. | Grand Opening Party                    | Ju-Tasi, Schulz, Andrew J, Sterbinszky, Erdélyi, Rob-O, X-Ray, Török |
| 1996.06.15.    | Ultrasonic                             | Levi, X-Ray, Erdélyi |
| 1996.06.28.    | Greenhouse Party                       | Schulz, Andrew J. |
| 1996.07.26.    | Sputnik-3                              | Westbam (D), Marusha (D), Kühl, Garfield, Ju-Tasi, Erdélyi, Andrew J., X-Ray |
| 1997.05.17-18. | Nyitóbuli                              | DJ Hooligan (D), Dig-It (USA), Sandeep (GR), Marco (I), Budai, Tommyboy, Schulz, Sylvie, Ju-Tasi, Garfield, Chris, Charly, Titusz, Candyman, X-Ray                                                                                    |
| 1997.07.04.    |                                        | Takkyu Ishino (J), Budai, Andy Slate, Boolk, Ju-Tasi |
| 1997.08.01.    | Blue Nights                            | DJ Quicksilver (D), Budai, Schulz, Zub-Or, Smith's, Cadik, XXL |
| 1998.07.17.    | We House U                             | Tom Novy (D), Budai, Limit, XXL, Blackman |
| 1998.08.28-28. | Záróbuli                               | Da Hool (D), Funk D'Void (GR), Budai, Limit, Dan von Schulz, Miss Kyra, Tommyboy, Sterbinszky, Boolek, XXL |
| 1999.07.16.    | The Fusion Night                       | Tom Novy (D), Charles L'Admiral (D), Budai, Junior, Newl, Blackman, XXL |
| 2003.06.07-08. | Nyitóbuli                              | Timo Mass (D), Seb Fontaine (UK), Soul Savers (UK), Budai, Dandy, Newl, Sterbinszky, Lauer, Soneec, Kühl, Chriss, Sur-prise, Tommyboy                                                                                                 |
| 2003.07.05.    | Roxy születésnap                       | Ian van Dahl (B), Sterbinszky, Bárány Attila, Jován, Hamvai P.G., Lauer, Danny L., Soneec |
| 2003.07.11.    | Deadcode Night Show                    | Ben Sims (UK), Hot X, Igor Do'urden, Jay Cortez |
| 2003.07.12.    | Palace Full Force                      | Dandy, Chriss, Pöli, Sur-prise |
| 2003.07.19.    | Ministry of Sound                      | Robbie Rivera (USA), Sterbinszky, Junior, Mark Hughes, Tommyboy |
| 2003.07.22.    | Trance Rotation                        | Starplash (D), Toto Jr. |
| 2003.07.26.    | Viva Club Rotation - Love Parade after | DR. MOTTE (D), Johnny D’ark |
| 2003.08.12.    | Trance Rotation                        | Aquagen (D), Toto Jr. |
| 2003.08.15.    | Trance Rotation                        | Antoine Clamaran (F), Sterbinszky, Dandy, D.Deejay |
| 2003.08.16.    | Deadcode Night Show                    | Claude Young (USA), Hot X, Igor Do'urden, Jay Cortez |
| 2003.08.29.    | Palace Monumental Closing Party 1. nap | David Morales (USA), Dandy, Pöli, Chriss, Kühl, Junior, Tommyboy |
| 2003.08.29.    | Palace Monumental Closing Party 2. nap | Carl Cox (UK), Will Grant (UK), Newl, Sterbinszky, Budai, Lauer |
| 2004.05.29-30. | Nyitóbuli                              | Gayle San (SIN), Paul Mac (UK), Dave Seaman (UK), Behnam, Newl, Budai, Hot X, Dadny, Chriss, Clark, Sterbinszky, Lauer, Tommyboy, Kühl, Toto Jr                                                                                       |
| 2004.07.03.    | Yoshitoshi Hungary Tour 2004           | Deep Dish (USA), Dean Coleman (USA), Alex Elle (I), Tommyboy, Clark |
| 2004.07.10.    | Viva Eeelektro                         | Mauro Picotto (I), Newl, DJ Milan |
| 2004.07.24.    | Electro Shock: Palace Classic          | Jaydee (NL), Sterbinszky, D.Deejay |
| 2004.07.24.    |                                        | Michel De Hey (NL) |
| 2004.07.31.    | Fortuna Classic                        | Bárány Attila, Dan von Schulz, Dj Fat |
| 2004.08.07.    | True Sounds                            | Timo Mass (D), Mattan, Kühl, Dandy |
| 2004.08.14.    | Miller Music Tour                      | Budai, Sterbinszky |
| 2004.08.20.    | Nyárzáró                               | Satoshi Tomiie (J), Chriss, Pöli, Dandy, Toto Jr., Lauer |
| 2004.08.21.    | Deadcode Night Show                    | Cari Lekebusch (S), Jay Cortez, Igor Do'urden, Hot X, Coyote, Toto Jr. |
| 2004.09.04.    | Záróbuli                               | Carl Cox (USA), Sterbinszky, Newl, Budai, Chriss, Dandy, Tommyboy |
| 2005.05.14-15. | Palace Dance Club Grand Opening Party  | Tiesto |
| 2018.08.25.    | The Closing                            | Arena: Metzker Viktória, PureBeat, Marchello, Steve Judge, Goldsound, Nope, Franky Classic Garden: Hamvai P. G., Flash, Erdélyi Zoli, DJ Török, Toto Jr. Dark Room: Peter Makto, Chriss Ronson, Davko, Toto Jr., Balaton Beats, Spike |